# 復甦安妮

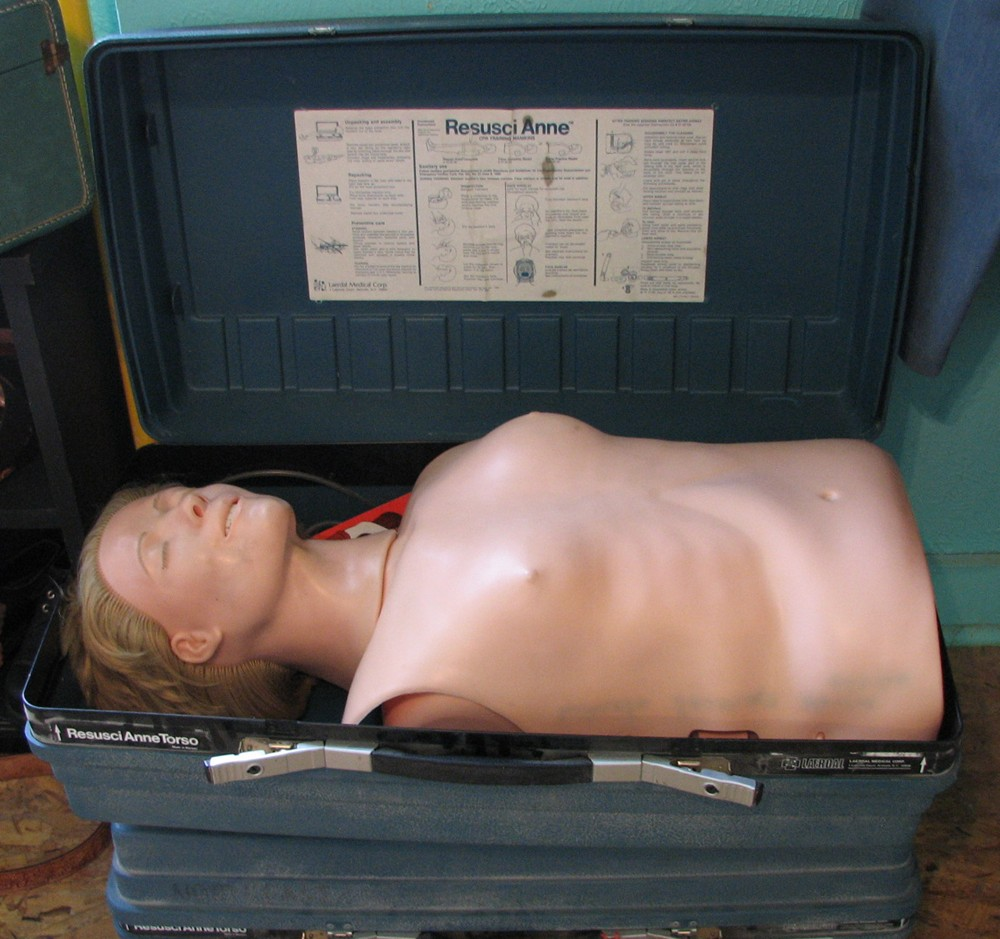
復甦安妮

復甦安妮或安妮（英語：、或）是心肺復甦術訓練時使用的人體模型。復甦安妮是由挪威玩具製造商人奧斯蒙·萊達爾、捷克裔奧地利醫師彼得·沙法與美國醫師詹姆士·埃蘭研發，由萊達爾醫療器材生產。
初期復甦安妮的臉是以1880年代後期溺斃的塞納河的無名少女面容為藍本製作。

## 參考資料

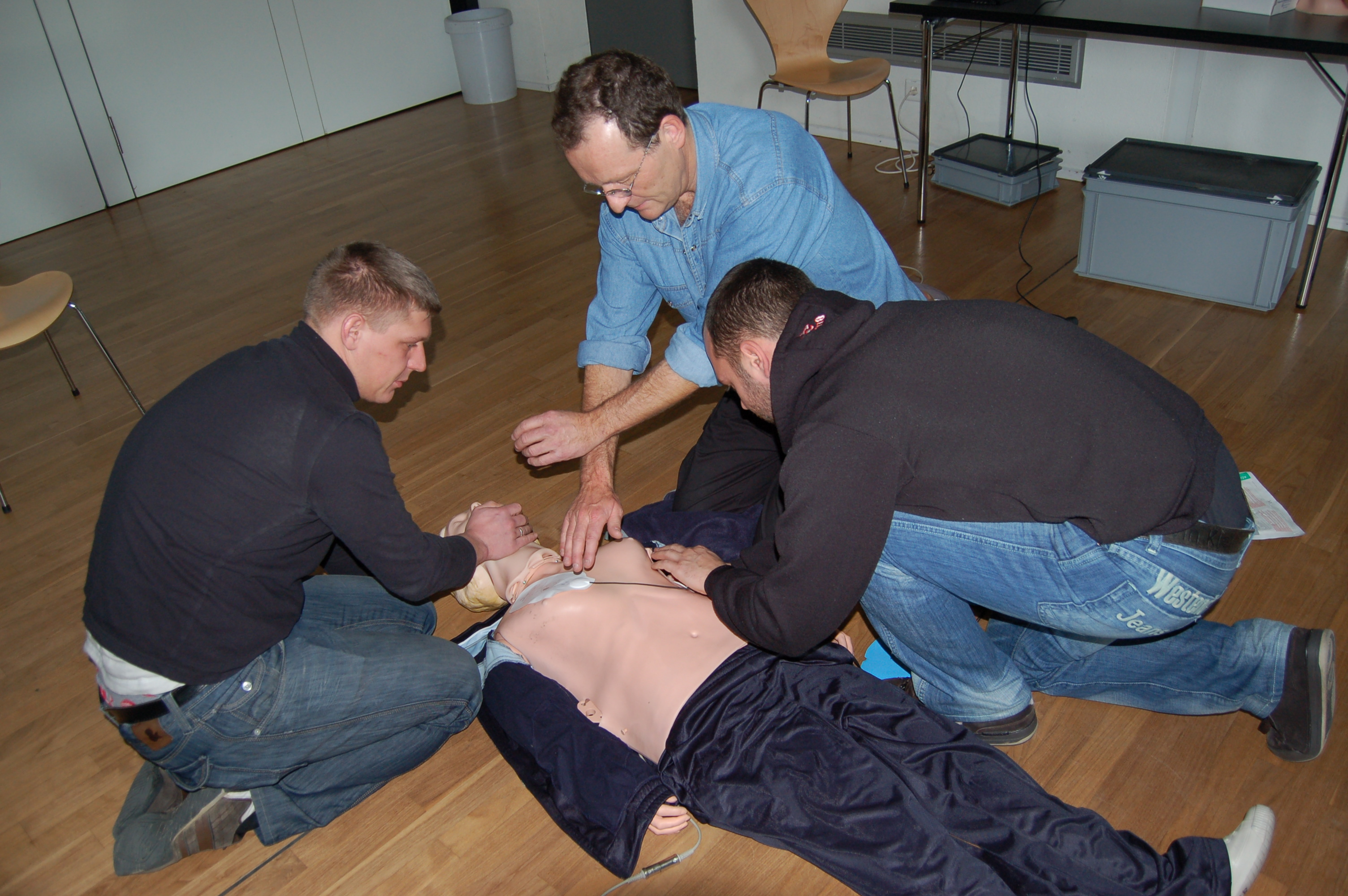
在心肺復甦術訓練時同時在復甦安妮上使用自動體外心臟去顫器